# Gorc Troszacki (polana)
Gorc Troszacki – polana na grzbiecie Gorca Troszackiego (1235 m). Położona jest na wysokości około 1195–1235 m n.p.m. i ma powierzchnię ok. 6 ha. Od wschodniej strony przylega do niej polana Gorc Porębski, na której znajduje się jeden odremontowany szałas pasterski. Drugi spłonął w 2004 r., prawdopodobnie w wyniku pozostawienia przez turystów niedogaszonego ogniska.
Z Gorca Troszackiego można oglądać widoki na Tatry, Magurę Spiską, Beskid Sądecki, Beskid Wyspowy i liczne szczyty Gorców. Opracowana przez Gorczański Park Narodowy tablica informacyjna zamontowana na polanie zawiera panoramę widokową z opisem szczytów.
Z tablicy tej dowiadujemy się również, że na polanie występuje 10 zbiorowisk roślinnych i liczne stanowiska roślin chronionych. Wiosną na polanie obficie zakwita krokus spiski. Wschodnią część polany porastają ubogie zbiorowiska roślinne z trzcinnikiem owłosionym, a także bogatsze gatunkowo zbiorowiska traworośli z bujnymi kępami silnie trującej ciemiężycy zielonej. Polana przestała być użytkowana pastersko w latach 80. XX w. W wyniku tego jej środkowa część zarosła już borówczyskami i maliniskami. Na polanę przychodzą nocą żerować dziki poszukujące bulw krokusów i pożywnych kłączy innych roślin. W runie traw występują licznie gryzonie, na które z kolei poluje lis i ptaki drapieżne. Nad polaną zobaczyć można czasami szybującego myszołowa, żyje tutaj też rzadki gatunek sowy – puszczyk uralski. Zmierzchem lub o świcie na polanę przychodzą paść się sarny, a nawet jelenie.
Polana znajduje się w granicach wsi Lubomierz w województwie małopolskim, w powiecie limanowskim, w gminie Mszana Dolna.

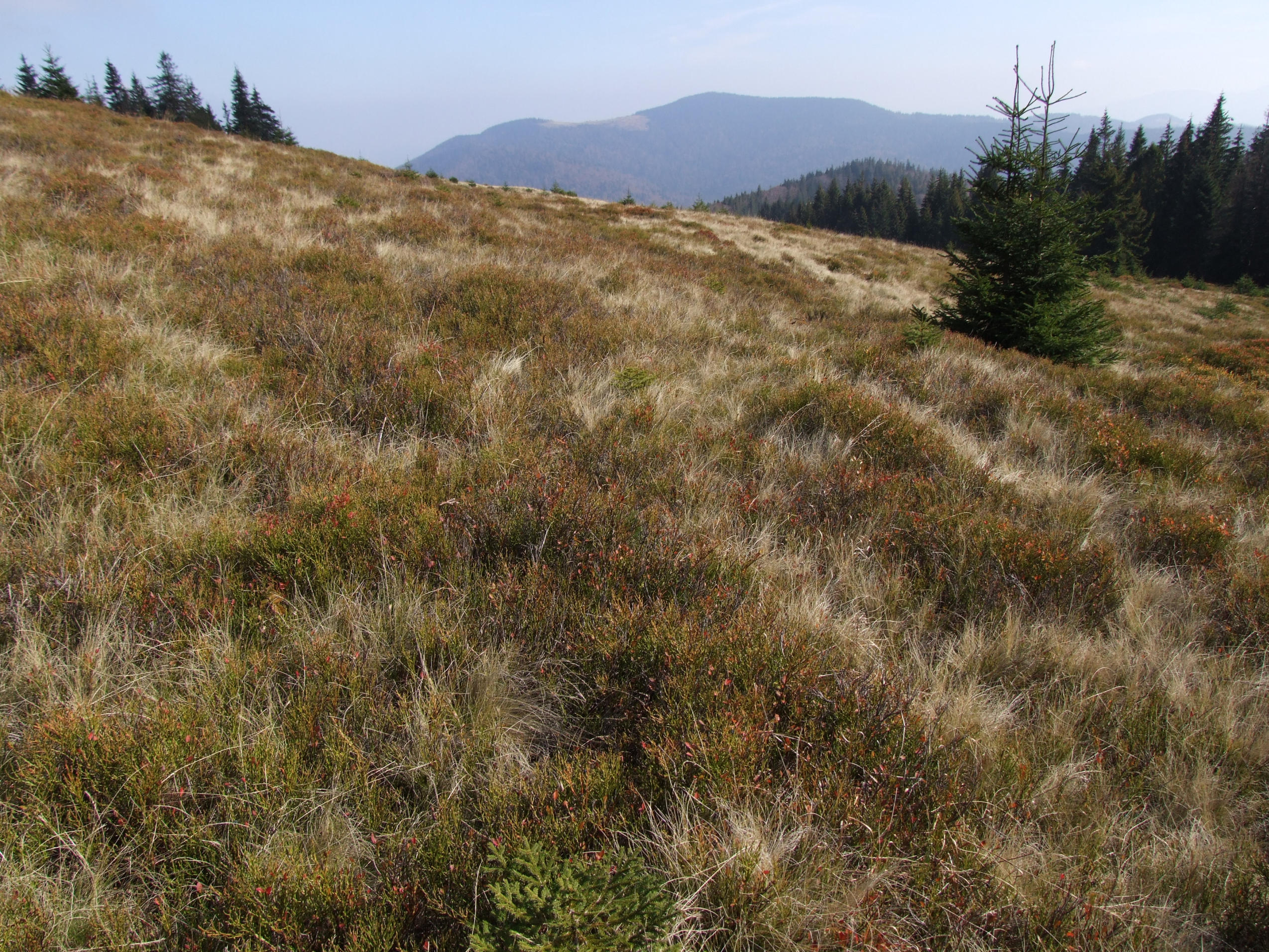
Widok z polany we wschodnim kierunku
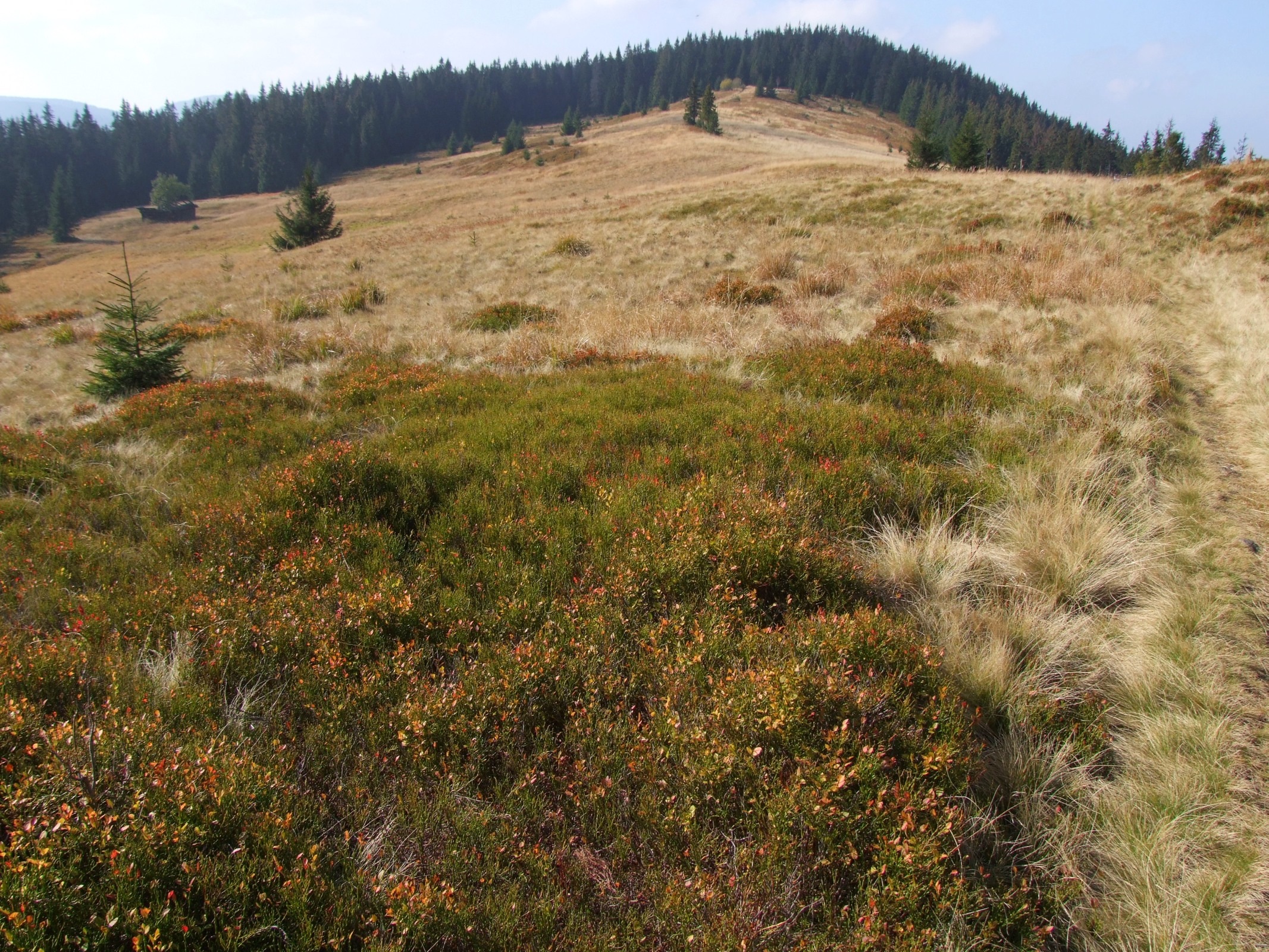
Widok z polany w kierunku Kudłonia
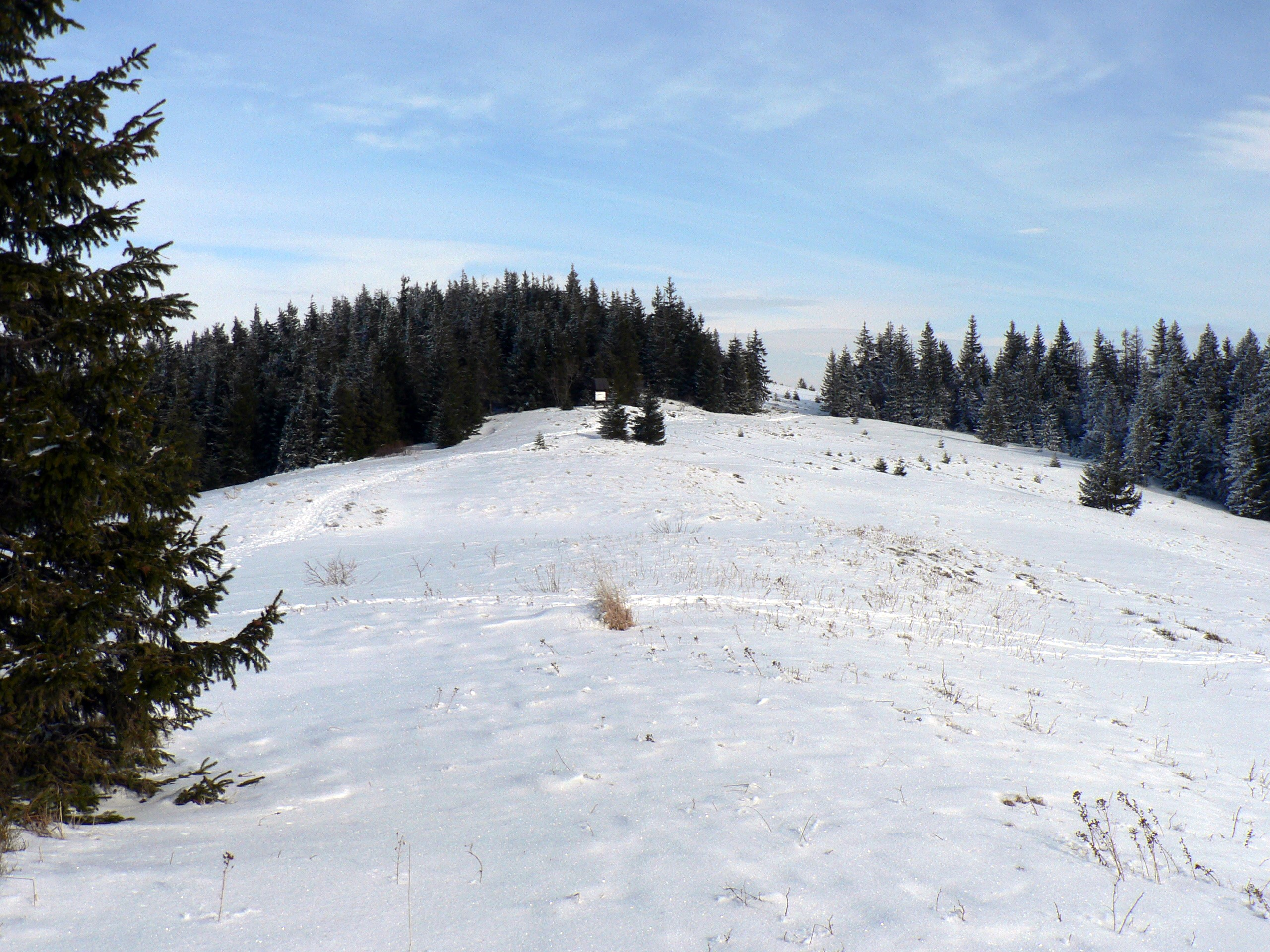
Polana Gorc Troszacki zimą

## Szlaki turystyki pieszej
przełęcz Przysłop – Pod Jaworzynką – Podskały – Adamówka – Gorc Troszacki – Kudłoń – Pustak – Przysłopek – przełęcz Borek – Hala Turbacz – Turbacz. Odległość 11,4 km, suma podejść 810 m, suma zejść 470 m, czas przejścia 3 godz. 35 min, z powrotem 3 godz.
 łącznikowy szlak od skrzyżowania z niebieskim szlakiem w dolinie Kamienicy przez polanę Stawieniec i Gorc Troszacki na Kudłoń.